# Laurent Wolf
Pour les articles homonymes, voir Wolf.
 (novembre 2023).
Laurent Wolf est un DJ et producteur français, né Laurent Debuire, le 16 novembre 1970 à Thiais. 
Sa carrière internationale s'est amplifiée en 2008 grâce à son tube No Stress, en featuring avec le chanteur mauricien Eric Carter.

## Biographie
En 1992, alors qu'il effectue ses premiers sets sous le pseudonyme Laurent Underground, il est repéré par Le Queen et se voit proposer une soirée hebdomadaire dans le club. Il y animera les nuits pendant près de dix ans, mixant jusqu'à trois nuits par semaine. Le Queen fut un tremplin pour sa carrière de DJ[source secondaire nécessaire].
Grâce à ses remixes qui ont rencontré un succès dans les clubs, la notoriété de Laurent Wolf s'affirme timidement au niveau national. Après quelques années à produire remixes sur remixes pour les maisons de disques, il décide de monter son propre studio d'enregistrement. En 1995, il sort le titre House Train, qui devient no 1 des clubs. Ce titre lui permet de révéler son talent de producteur de musique house, qu'il teinte souvent d'electro plus avant-gardiste[Interprétation personnelle ?].
Mais la consécration viendra avec Saxo, un titre qui sera playlisté sur les pistes de danse au niveau international et qui apparaîtra avec Calinda sur le premier double CD représentatif de sa griffe, qu'il décrit lui-même comme « une musique cadencée, aux drums travaillés et aux percussions nerveuses. Le public a pété les plombs. J'ai tout de suite compris que c'était le début de quelque chose d'énorme. Encore maintenant, je teste mes instrumentaux en club, même des titres pas terminés, pour voir si ça plaît. Quand ça marche comme avec Saxo ou Calinda, là, tu sais que c'est bon. »
C'est à cette période grâce au succès qu'il adopte son pseudonyme définitif « Laurent Wolf », en référence au personnage Sniper Wolf du jeu vidéo Metal Gear Solid sorti en 1998.
Les radios, plutôt réfractaires à l'époque pour diffuser de la musique electro, se mettent à programmer Laurent Wolf. Il écoule plus de 250 000 maxi vinyles dans cinquante pays. On retrouve Saxo et Calinda sur des centaines de compilations à travers le monde. En parallèle, Laurent Wolf crée le label Darkness en 2001, suivent les labels musicaux Afrodynamic et Ritmodynamic.
Pour chaque album, il affirme « remettre en question sa manière de travailler, créer des nouveaux sons, tester de nouvelles machines que ses disques sont désormais composés de A à Z : rythmiques, basses et voix. » En 2004, il sort son premier album Sunshine Paradise, suivi un an après par Positiv Energy, puis par Hollyworld, ainsi que par la première compilation du label Afrodynamic.
La cote de Laurent Wolf s'est également en partie forgée grâce à sa réticence à jouer les vedettes. Il installe son studio chez lui afin d'être toujours prêt à enregistrer, tout en continuant à sillonner le monde de la nuit, faisant escale à Taïwan dans une boîte de 2 000 personnes en forme de soucoupe volante, au Peppermint aux Émirats arabes, au « Zima », au Chili pour le jour de l'an devant 15 000 clubbers, en Colombie sur une plage peuplée de 25 000 personnes, à Mexico au club du Living room, au Pacha de Barcelone.
En 2008, il sort son single No Stress, 1er extrait de son album Wash My World. Ce titre interprété par le chanteur mauricien Eric Carter est son plus grand succès que ce soit en club mais surtout pour la première fois dans les hit-parade européens ; notamment no 1 en France, en Wallonie et en Flandres.
Son second single de ce même album est intitulé également Wash my World fut aussi un succès mais plus modéré, le titre devient no 5 en France et no 6 en Wallonie en 2008.
En 2008, Laurent Wolf se classe dans le classement du magazine anglais DJ Mag, il fait son entrée à la 67e place, en 2009 il se classe à la 66e place. Lors de la cérémonie des World Music Awards, Laurent Wolf reçoit le prix du Meilleur DJ face à Tiesto et Martin Solveig.
En 2009, il sort Walk the Line (Remix) un remix de Johnny Cash, ce remix fut pour lui « son plus gros challenge pour l'année 2009 » car Walk the line est selon lui un titre légendaire. Il participe aussi au trophée Andros Électrique(Course automobile) face à des personnalités du sport automobile comme Alain Prost et Olivier Panis et au championnat des Mit'Jet Series organisé par Jean-Philippe Dayraut, triple vainqueur du Trophée Andros sur Skoda et BMW.
Le 31 décembre 2009, il sort le single Survive lors de la Fire Mix Party à Tignes (Savoie). Il a participé au Set Electro 2010 à Orléans pour la fête de Jeanne D'arc. Il a également signé un titre pour Michel Sardou : Être une femme 2010.
Son nouvel album intitulé Harmony est sorti le 1er novembre 2010.
En 2011, il a quitté l'émission de Fun Radio Party Fun où il était DJ résident. De ce fait, Fun Radio ne diffuse plus les nouveaux singles de Laurent Wolf tel que Love We Got. En 2012, il avait prévu de sortir une compilation de ses plus grands titres ainsi que les titres les moins connus du grand public, on a retrouvé une nouvelle collaboration avec Eric Carter, chanteur de No Stress, pour l'occasion.
En 2021, il compose sa première bande originale de film, pour le documentaire The Oath of Cyriac.

## Discographie

### Albums
| Titre                                                                        | Détails                                                                  | Positions | Positions | Positions |
| Titre                                                                        | Détails                                                                  | FRA       | BEL (WAL) | SUI       |
| ---------------------------------------------------------------------------- | ------------------------------------------------------------------------ | --------- | --------- | --------- |
| Sunshine Paradise                                                            | - Sortie : Mai 2003 - Label: M10 - Formats: CD                           | 128       | —         | —         |
| Positiv Energy (Compilation)                                                 | - Sortie: 2004 - Label: Sony - Formats: CD                               | —         | —         | —         |
| Afro Dynamic                                                                 | - Sortie: Novembre 2004 - Label: Sony - Formats: CD                      | 173       | —         | —         |
| Hollyworld                                                                   | - Sortie: 2006 - Label: Vogue, Darkness - Formats: CD                    | 65        | —         | —         |
| Wash My World                                                                | - Sortie: 4 avril 2008 - Label: Vogue, Columbia - Formats: CD            | 30        | 43        | 83        |
| Harmony                                                                      | - Sortie: 1er novembre 2010 - Label: Vogue, M6 - Formats: CD             | 43        | —         | —         |
| The Oath of Cyriac (Original Motion Picture Soundtrack)                      | - Sortie: 5 novembre 2021 - Label: Wolf Project - Formats: CD, streaming | —         | —         | —         |
| "—" signifie que l'album ne s'est pas classé ou n'est pas sorti dans le pays |                                                                          |           |           |           |

### Singles
| Année                                                                          | Titre                                            | Positions | Positions | Positions | Positions | Positions | Positions | Positions | Positions | Certifications | Album             |
| Année                                                                          | Titre                                            | FRA       | BEL (FL)  | BEL (WAL) | DAN       | ITA       | P-B       | SUE       | SUI       | Certifications | Album             |
| ------------------------------------------------------------------------------ | ------------------------------------------------ | --------- | --------- | --------- | --------- | --------- | --------- | --------- | --------- | -------------- | ----------------- |
| 1997                                                                           | House Train                                      | —         | —         | —         | —         | —         | —         | —         | —         |                |                   |
| 1998                                                                           | Respect for the French DJ's                      | —         | —         | —         | —         | —         | —         | —         | —         |                |                   |
| 2001                                                                           | Octopussy                                        | —         | —         | —         | —         | —         | —         | —         | —         |                |                   |
| 2002                                                                           | Hear a Friend                                    | —         | —         | —         | —         | —         | —         | —         | —         |                |                   |
| 2002                                                                           | Together                                         | —         | —         | —         | —         | —         | —         | —         | —         |                | Sunshine Paradise |
| 2002                                                                           | Pump It Up                                       | —         | —         | —         | —         | —         | —         | —         | —         |                | Sunshine Paradise |
| 2002                                                                           | Right All (avec Michael Kaiser)                  | —         | —         | —         | —         | —         | —         | —         | —         |                |                   |
| 2002                                                                           | Saxo (featuring Mary Austin)                     | 71        | —         | —         | —         | —         | —         | —         | —         |                | Sunshine Paradise |
| 2003                                                                           | Calinda                                          | 41        | 52        | —         | —         | —         | 20        | —         | —         |                | Sunshine Paradise |
| 2003                                                                           | Sunshine Paradise (featuring Soni Dee)           | —         | —         | —         | —         | —         | —         | —         | —         |                | Sunshine Paradise |
| 2003                                                                           | Iyo                                              | —         | —         | —         | —         | —         | —         | —         | —         |                | Afrodynamic       |
| 2003                                                                           | Bomba / Feel My Drums                            | —         | —         | —         | —         | —         | —         | —         | —         |                | Sunshine Paradise |
| 2003                                                                           | Work                                             | —         | —         | —         | —         | —         | —         | —         | —         |                | Sunshine Paradise |
| 2004                                                                           | About That (featuring Soni Dee)                  | —         | —         | —         | —         | —         | —         | —         | —         |                | Sunshine Paradise |
| 2004                                                                           | Dancing (vs. Darryl Pandy)                       | —         | —         | —         | —         | —         | —         | —         | —         |                | Positiv Energy    |
| 2004                                                                           | Rock Machine                                     | —         | —         | —         | —         | —         | —         | —         | —         |                | Positiv Energy    |
| 2004                                                                           | Saxo Revenge (avec Fred Pellichero)              | —         | —         | —         | —         | —         | —         | —         | —         |                | Afrodynamic       |
| 2006                                                                           | Another Brick (featuring Fake)                   | 28        | —         | —         | —         | —         | —         | —         | 88        |                | Hollyworld        |
| 2006                                                                           | It's Too Late (featuring Mod Martin)             | —         | —         | —         | —         | —         | —         | —         | —         |                | Hollyworld        |
| 2007                                                                           | Come On (featuring Emilio Vega)                  | —         | —         | —         | —         | —         | —         | —         | —         |                | Hollyworld        |
| 2007                                                                           | The Crow                                         | —         | —         | —         | —         | —         | —         | —         | —         |                | Hollyworld        |
| 2007                                                                           | Short Dick Man (featuring Marilyn David)         | —         | —         | —         | —         | —         | —         | —         | —         |                |                   |
| 2007                                                                           | Afrodynamite                                     | —         | —         | —         | —         | —         | —         | —         | —         |                |                   |
| 2008                                                                           | No Stress (featuring Eric Carter)                | 1         | 1         | 1         | 19        | 18        | 10        | 26        | 7         | - : Argent     | Wash My World     |
| 2008                                                                           | Wash My World (featuring Eric Carter)            | 5         | 12        | 6         | —         | —         | 63        | —         | 24        |                | Wash My World     |
| 2008                                                                           | Seventies (featuring Mod Martin)                 | 13        | 56        | 43        | —         | —         | —         | —         | —         |                | Wash My World     |
| 2009                                                                           | Explosion (featuring Eric Carter)                | 41        | —         | 63        | —         | —         | —         | —         | —         |                | Wash My World     |
| 2009                                                                           | Walk the Line (Remix) (featuring Johnny Cash)    | 8         | 18        | 23        | —         | —         | 83        | —         | —         |                | Harmony           |
| 2010                                                                           | Survive (featuring Andrew Roachford)             | 9         | —         | 82        | —         | —         | —         | —         | —         |                | Harmony           |
| 2010                                                                           | Suzy (featuring Mod Martin)                      | 29        | —         | 42        | —         | —         | —         | —         | —         |                | Harmony           |
| 2011                                                                           | Love We Got (featuring Jonathan Mendelsohn)      | —         | —         | —         | —         | —         | —         | —         | —         |                | Harmony           |
| 2012                                                                           | Love Again (featuring Andrew Roachford)          | —         | —         | —         | —         | —         | —         | —         | —         |                | Harmony           |
| 2014                                                                           | No Stress 2014 (vs Armano featuring Eric Carter) | —         | —         | —         | —         | —         | —         | —         | —         |                |                   |
| 2014                                                                           | Kill The Beast (featuring Eric Carter)           | —         | —         | —         | —         | —         | —         | —         | —         |                |                   |
| 2015                                                                           | Calinda 2k15 (vs Lucas & Steve)                  | —         | —         | —         | —         | —         | —         | —         | —         |                |                   |
| 2016                                                                           | What Is Good (avec F4DERX)                       | —         | —         | —         | —         | —         | —         | —         | —         |                |                   |
| 2016                                                                           | Calinda 2016 (avec Anton Wick)                   | —         | —         | —         | —         | —         | —         | —         | —         |                |                   |
| 2019                                                                           | Hello                                            | —         | —         | —         | —         | —         | —         | —         | —         |                |                   |
| 2019                                                                           | Wash My World 2020 (featuring Eric Carter)       | —         | —         | —         | —         | —         | —         | —         | —         |                |                   |
| 2021                                                                           | Escape (avec Anton Wick)                         | —         | —         | —         | —         | —         | —         | —         | —         |                |                   |
| 2021                                                                           | Totem (avec Anton Wick)                          | —         | —         | —         | —         | —         | —         | —         | —         |                |                   |
| 2022                                                                           | I Pray Orchestra (avec Anton Wick)               | —         | —         | —         | —         | —         | —         | —         | —         |                |                   |
| 2022                                                                           | Hello 2k22                                       | —         | —         | —         | —         | —         | —         | —         | —         |                |                   |
| "—" signifie que le single ne s'est pas classé ou n'est pas sorti dans le pays |                                                  |           |           |           |           |           |           |           |           |                |                   |

### Remixes
- 1996 : Night Cruiser featuring New Paradise - Show Man (The Wolf Mix)
- 1996 : Jermaine Jackson & Lydia - I'm Feeling Good (Right Now) (Laurent Wolf Remix)
- 1996 : E-Type - So Dem A Com (Laurent Wolf Remix)
- 1996 : House Train - House Train (Laurent Wolf Mix)
- 1997 : Sa Trincha - Sa Trincha (Amazonial Remix By DJ Wolf)
- 1997 : 400 Hz - Don't You (Laurent Wolf Mix)
- 1997 : Katshi - Viens Me (Laurent Wolf Remix)
- 1998 : Dalida - Femme est la nuit (Laurent Wolf Remix)
- 1998 : Claude François - Alexandrie Alexandra (Laurent Wolf Melancolie Mad Mix)
- 1998 : Bubble Gum - Be Happy (Laurent Wolf Remix)
- 1999 : Yael - Do I Do (L&L Remix)
- 1999 : R. Vince - Looking For Someone (Radio Wolf Mix)
- 1999 : Théobaldi - Cold Song (Laurent Wolf Remix)
- 1999 : Larusso - On ne s'aimera plus jamais (L&L Remix)
- 2000 : Galia Salimo - Welcome !! (Laurent Wolf Club Mix)
- 2000 : Cie - My Life (Wolf Remix)
- 2000 : Praga Khan - Breakfast In Vegas (Wolf Remix)
- 2000 : Chris Anderson & DJ Robbie - Last Night (Laurent Wolf Remix)
- 2001 : Kiwiss - Le ciel est étoilé (Laurent Wolf Remix)
- 2001 : Gabriele D'Andrea - Morning Light (Laurent Wolf Remix)
- 2002 : Amanda Lear - I Just Wanna Dance Again (Laurent Wolf Club Mix)
- 2002 : R-One - Happy TV (Laurent Wolf Remix)
- 2002 : Gusto - Disco Revenge (Laurent Wolf Remix)
- 2002 : Rosenstolz feat. Marc Almond - Amo Vitam (Laurent Wolf Remix)
- 2003 : Moonraiser - Goes Around (Laurent Wolf Remix)
- 2003 : Kapture - BBC News (Laurent Wolf Remix)
- 2003 : Kienzle & Iberle - Touch Me (Laurent Wolf Mix)
- 2003 : Pierre Ravan & Safar - Divine Energy (Laurent Wolf Mix)
- 2003 : Laurent C - Get Back to the Music (Teckhouse Remix By Laurent Wolf)
- 2003 : Sluts 'n Strings & 909 - In Your Pretty Face (Laurent Wolf "Teknic's" Rmx / "Hypnotic" Rmx)
- 2003 : Kozak - KGB (Laurent Wolf Remix)
- 2003 : Harry's Afro Hut - C'mon Lady (Laurent Wolf Remix)
- 2003 : Robbie Rivera presents Keylime - Girlfriend (Laurent Wolf Remix)
- 2003 : Oriental Dream - Egyptian (Laurent Wolf Techhouse Mix / Typic Mix)
- 2004 : Darryl Pandy vs. Laurent Wolf - Dancing (Laurent Wolf Remix)
- 2004 : Rhythm Syndicate - Brazilian Affair (Wolf Remix)
- 2004 : Bare Brass - Bana Kuba (Laurent Wolf Remix)
- 2004 : Laurent Wolf & Fred Pellichero - Saxo Revenge (Laurent Wolf Mix)
- 2004 : Jembelatine - Baccara (Laurent Wolf Re-Edit Mix)
- 2004 : Kevin Spencer & D-George - Phunky Star (Laurent Wolf Remix)
- 2004 : Oriental Dream - Ya Tassa (Laurent Wolf Dub Mix)
- 2005 : Fred Pellichero - La Coca (Laurent Wolf Remix)
- 2005 : One-To-One - In The Morning Light (Laurent Wolf Remix)
- 2006 : David Vendetta featuring Akram - Unidos Para La Música (Laurent Wolf Remix)
- 2006 : Laurent Wolf featuring Mod Martin - It's Too Late (Laurent Wolf Remix)
- 2006 : Laurent Wolf - The Crow (Laurent Wolf & Monsieur Elle Remix)
- 2006 : Jeremy Hills featuring Charlotte - So Gorgeous (Laurent Wolf Remix)
- 2007 : Ricksick - Messenger...(Laurent Wolf Remix)
- 2007 : Jeremy Hills featuring Charlotte - What Is Good (Laurent Wolf Remix)
- 2007 : Laurent Wolf featuring Emilio Vega - Come On (Laurent Wolf Club Remix / Dub Remix)
- 2008 : Anggun - Si Tu L'avoues (Laurent Wolf Remix)
- 2008 : Anggun - Crazy (Laurent Wolf Remix)
- 2008 : Chris Kaeser featuring Max'C - Ulysse (Laurent Wolf & Anton Wick Remix)
- 2008 : Robbie Rivera presents Keylime - Girlfriend 2008 (Laurent Wolf Remix)
- 2008 : Beyoncé - If I Were a Boy (Laurent Wolf Electro Remix)
- 2008 : Dim Chris & Thomas Gold - Self Control (Laurent Wolf & Anton Wick Remix)
- 2008 : Hakimakli featuring Jamie Shepherd - Dilly Dally (Laurent Wolf Remix)
- 2008 : John Modena & Bootmasters featuring Med Lawrence - Let Me Fly (Laurent Wolf & Anton Wick Remix)
- 2008 : Kaskade - Step One Two (Laurent Wolf Remix)
- 2009 : D.O.N.S. - Somebody Else's Guy 2009 (Laurent Wolf Remix)
- 2009 : Yves Larock & Steve Edwards - Listen To The Voice Inside (Laurent Wolf Remix)
- 2009 : Michael Mind - Love's Gonna Get You (Laurent Wolf Remix)
- 2009 : Laurent Wolf - Walk the Line (Laurent Wolf Remix)
- 2009 : Moby - One Time We Lived (Laurent Wolf Remix)
- 2009 : Sono - Better (Laurent Wolf Remix)
- 2010 : Chris Willis - Louder (Put Your Hands Up) (Laurent Wolf Mix)
- 2011 : Remady feat Manu-L - Save Your Heart (Laurent Wolf Remix)
- 2011 : Anton Wick featuring Evelyn Thomas - That's It (Laurent Wolf Club Edit)
- 2011 : Darius & Finlay featuring Tibration - She's A Freak (Laurent Wolf Remix)
- 2011 : DJ Antoine - This Time 2k12 (Laurent Wolf Club Mix / Dub Mix)
- 2011 : Matt Kukes featuring Al Treins - Opéra Sublima (Act 2 - Laurent Wolf Remix)
- 2011 : Kirsty vs. Igor Blaska - Green (Laurent Wolf & Jim Leblanc Remix)
- 2011 : Sebastien Benett - What'z Goin'on (Laurent Wolf & Mr Elle Remix)
- 2011 : The Nycer featuring Deeci & Taleen - Freaky (Laurent Wolf Remix)
- 2012 : Orlow - Higher (Laurent Wolf & Anton Wick Remix)
- 2013 : Natty Rico featuring Mod Martin - I'm a Fabricker (Laurent Wolf Remix)
- 2015 : Laurent Wolf vs. Lucas & Steve - Calinda 2k15 (Laurent Wolf Remix)
- 2015 : Laurent Wolf vs. Lucas & Steve - Calinda 2k15 (Laurent Wolf & Anton Wick Remix)
- 2016 : Laurent Wolf & Anton Wick - Calinda 2016 (Laurent Wolf & Anton Wick Tribal Remix)
- 2018 : Nari & Milani featuring Tava - I Am Alright (Laurent Wolf Remix)
- 2018 : Jet Cooper featuring Talie M - In De Ghetto (Laurent Wolf & Anton Wick Remix)
- 2023 : John Modena featuring JaYd - When Love Takes Over (Laurent Wolf Remix)